# Bursa Grochowa w Krakowie
Bursa Grochowa lub Bursa Ubogich Kanonistów (łac. Bursa Pauperum Canonistarum) – bursa dla ubogich studentów prawa kanoniczego Uniwersytetu Krakowskiego. Bursa zlokalizowana była przy ul. Kanoniczej 3.

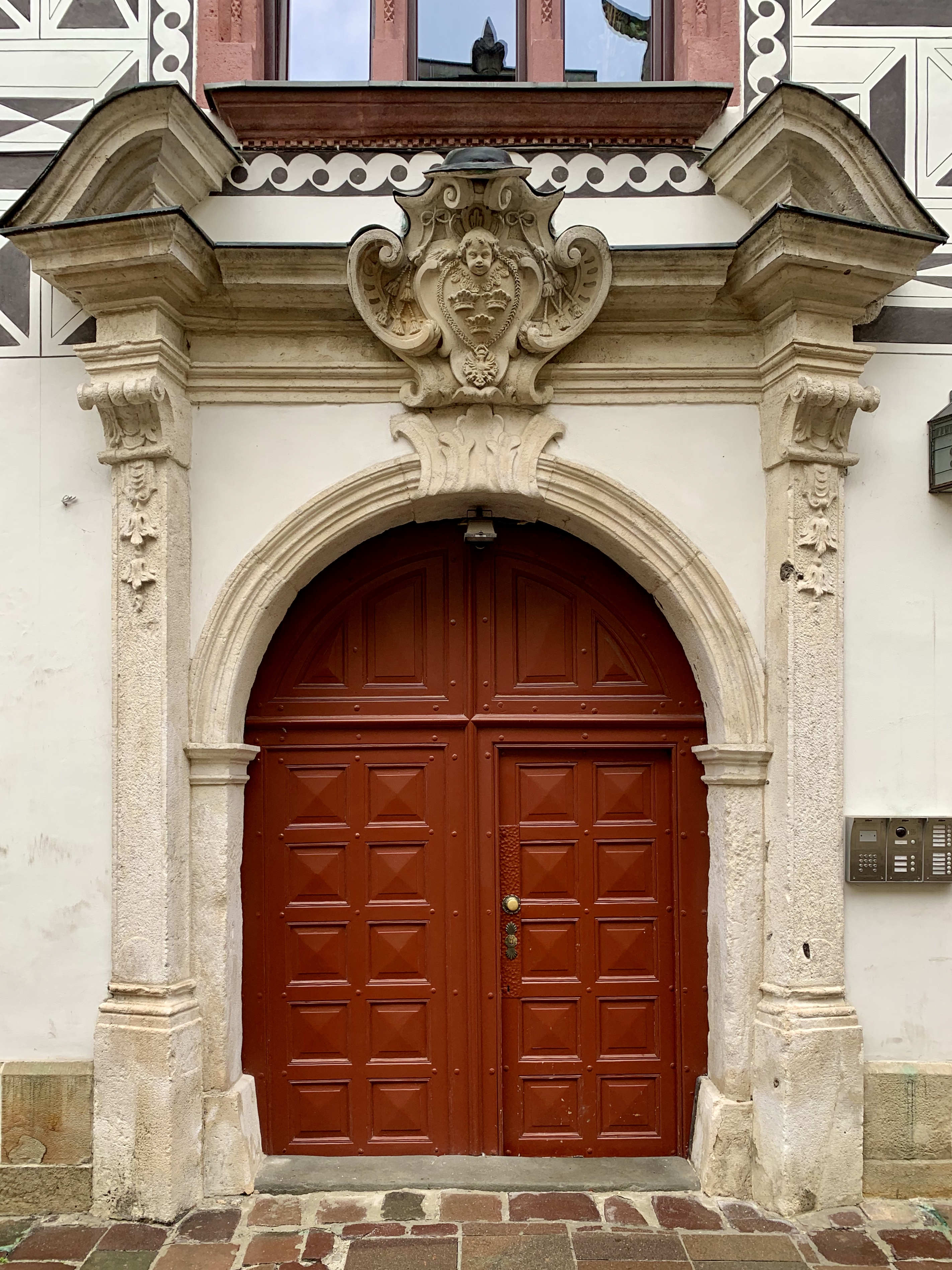
Portal

Budynek ten został wzniesiony w 2. połowie XIV wieku przez kanonika Macieja z przeznaczeniem dla młodzieży studiującej w pobliskim Collegium Iuridicum. Nazwa bursy pochodziła od uposażenia na zakup grochu dla żaków. W latach trzydziestych XVI w. miała miejsce gruntowna przebudowa kamienicy i z tego czasu pochodziła kamieniarka okien na fasadzie. W wieku XVII dobudowano tylny trakt budynku, a w połowie XVIII w. powstał bogaty barokowy portal. Budynek stał się własnością Kapituły Metropolitalnej na Wawelu. Na parterze swoje siedziby mają chóry katedralne oraz Polskie Towarzystwo Teologiczne i prowadzone przez nie Wydawnictwo UNUM.